# Giant Killing
Giant Killing (ジャイアントキリング jaiantokiringu?) es un manga japonés escrito por Masaya Tsunamoto e ilustrado por Tsujitomo. Es publicado por la editorial Kōdansha en su revista Morning. Adaptado al anime el año 2010 por el director Yuu Kou. La historia se desarrolla principalmente en Japón, siendo su tema principal el fútbol, el personaje principal es el director técnico. Es recreada en un mundo de ficción inspirada levemente en la realidad, como es el caso de los nombres de las instituciones, en dónde se puede apreciar la similitud de nombres como el caso del equipo «Tokyo Victory» con el club de fútbol Tokyo Verdy o como el equipo «Osaka Gunners» con el equipo japonés de fútbol Gamba Osaka.
El manga ganó el Premio Kōdansha al mejor manga, en la categoría «Mejor manga en general», en su versión número 34.

## Argumento
La historia se basa en el equipo de fútbol japonés «East Tokyo United» —abreviado E.T.U.— el cual iniciando la historia, se encuentra en un momento de crisis debido a su rendimiento en las competencias locales. Para revertir esta situación, parte del personal del club decide viajar a Inglaterra con el objetivo de encontrar a Takeshi Tatsumi (達海 猛 Tatsumi Takeshi?) —quien fue futbolista de la institución East Tokio United en el pasado— del cual han recibido noticias del mismo, quien relata que se encuentra ejerciendo como entrenador de fútbol en un equipo de aficionados en este país. Este equipo de aficionados bajo la dirección de él ha logrado posicionarse dentro de los 32 finalistas de la FA Cup. El presidente de este club de aficionados lo califica como el principal autor de lo que se denomina el fenómeno de «Giant Killing» —Matador de gigantes en español—. Después de que el personal del club negocia con el presidente del club de aficionados. Takeshi Tatsumi accede a ser el nuevo entrenador de East Tokyo United para ayudar al equipo a mejorar, encontrándose con una serie de disyuntivas en el interior de la institución que el debe solucionar.
Algunos fanáticos del equipo al saber la noticia deciden estar en contra de la decisión tomada, ya que estos consideran a Tatsumi como el responsable del declive de la institución en cuanto logros deportivos, debido a que cuando él era jugador de la institución decidió emigrar del club lo que origina el comienzo de la crisis de este. Otro grupo de aficionados se generan expectativas con el club al saber que Takeshi Tatsumi asumirá la dirección del equipo argumentando sobre la base de los logros que este consiguió mientras aún era jugador de East Tokyo United.

## Personajes

### Principales
Takeshi Tatsumi (達海 猛 Tatsumi Takeshi?)
En su juventud fue jugador del equipo East Tokyo United, en el donde fue reconocido por tanto por los aficionados del club como de sus pares como un gran jugador, llegando a ser partícipe de la selección japonesa de fútbol, es por estos mismos motivos que es transferido al extranjero, esta baja debilitó al equipo, lo cual rápidamente derivó en una gran crisis para la institución llegando a ser relegado de categoría. Tiempo después el club quiere contar nuevamente con sus servicios, pero esta vez como entrenador, para esto los funcionarios del club entre ellos Gotoh, un excompañero de Tatsumi, viajan hacía a Inglaterra, en donde desempeña su cargo como entrenador de un equipo de aficionados, el cual ha llegado alcanzar a estar entre los 32 equipos de la FA Cup, los fanáticos del equipo inglés consideran a Tatsumi responsable del fenómeno conocido como Giant Killing. Tatsumi acepta pertenecer nuevamente al East Tokyo United, pero parte de los aficionados son reacios aceptar su llegada, debido a que ellos consideran a Tatsumi como el gran responsable de la crisis en la cual se encuentra la institución y otros nuevamente recobran las esperanzas al saber que él será el nuevo entrenador.
Shigeyuki Murakoshi (村越 茂幸 Murakoshi Shigeyuki?)
Jugador del East Tokyo United, es conocido como Mister E.T.U., debido a que ha permanecido de forma leal durante 10 años en la institución, en su juventud prefirió fichar por el East Tokyo United, pese a recomendaciones por mejores ofertas acorde a sus capacidades, las razones de su decisión fueron por la posibilidad de ser titular en el club y jugar junto con Tatsumi, con el objetivo de transformar a E.T.U. en un equipo fuerte, llegando a jugar con el por una sola temporada en su etapa como novato. Siente por el equipo una gran responsabilidad debido a su rol como capitán, permaneciendo en el equipo aún a pesar de este haber sido relegado y no siendo patrocinado por un largo tiempo, además de ver como los entrenadores no podían dar solución a los problemas del club, es por esto que tomo al equipo bajo su propia dirección para ascender a primera división. Por estos hechos, siente rencor hacia Tatsumi, debido a que el a sacrificado su carrera como jugador por East Tokyo United, mientras que Tatsumi para él, es sólo alguien que piensa en sí mismo.
Daisuke Tsubaki (椿 大介 Tsubaki Daisuke?)
Jugador proveniente del Fútbol Joven de East Tokyo United, ascendió de las canteras del club elogiado por los entrenadores quienes propusieron su promoción al primer equipo, es por esto el club ha puesto grandes esperanzas en él como un talento con gran potencial. Destaca por su gran velocidad. Pese a sus condiciones, muestra una gran inseguridad en sí mismo al momento de ser presionado, siendo considerado por Tatsumi y Murakoshi como un cobarde. Su gran motivación es cambiar esa percepción de él ante los demás y de ante sí mismo, trabajando intensamente, impulsado por las palabras Giant Killing que Tatsumi le dijo, espera mejorar cada vez que lo intente sin importar cuantas veces falle.
Luigi Yoshida (ルイジ 吉田 Yoshida Luigi?)
Mediocampista ofensivo de E.T.U., de ascendencia japonesa e italiana, porta el nombre Gino en la camiseta, y es llamado Prince — Ouji en japonés— debido tanto por su extraordinaria habilidad como por su actitud arrogante y narcisista, tiene la tendencia a aburrirse a mitad de los partidos si las cosas no van como desea y a colocar apodos y diminutivos a sus compañeros, pero es alguien que su técnica es realmente alta y admirado por sus pases a larga distancia o — cambio de juego—.
Kazuki Kuroda (黒田 一樹 Kuroda Kazuki?)
Defensor central, destaca por su rudo comportamiento, es uno de los primeros jugadores del equipo en criticar las formas de entrenar de Tatsumi, al punto de abandonar los entrenamientos y querer abandonar al equipo, considera que el cambio no favorece al equipo, sin embargo, logra darse cuenta de que el equipo intenta avanzar y que, gracias a la ayuda de su compañero de la defensa Sugie, es él quien debe cambiar.
Yusaku Sugie (杉江 勇作 Sugie Yasaku?)
Defensor central, es un jugador muy técnico que normalmente suele marcar a la mejor referencia ofensiva del equipo rival. Es muy buen amigo de Kuroda y es quien le ayuda a ver el valor de las decisiones de Tatsumi.
Hiroshi Midorikawa (緑川 宏 Midorikawa Hiroshi?)
Guardameta de East Tokyo United, es uno de los jugadores más experimentados del equipo, llamado comúnmente Dori por compañeros y fanáticos, parece ser buen amigo de Murakoshi. Es uno de lo grandes referentes del club por su experiencia en el campo de juego.
Yuri Nagata (永田有里 Nagata Yuri?)
La hija del Presidente del equipo y Gerente de Relaciones Públicas, además de fanática apasionada, cuando era una niña le rogó a Tatsumi que no abandonara a E.T.U., más él no le hizo caso. Ella acompaña a Gotou en la búsqueda de Tatsumi por Inglaterra. Es considerada una adicta al trabajo para su joven edad.

## Media

### Manga
El manga fue serializado por Kodansha's Weekly Morning a partir del año 2007. El primer volumen fue publicado el día 23 de abril del mismo año de la fecha de su estreno siguiendo su publicación hasta la actualidad.

#### Lista de volúmenes
| Volúmenes de manga publicados | Volúmenes de manga publicados | Volúmenes de manga publicados |
| Número                        | Fecha de lanzamiento          | ISBN                          |
| ----------------------------- | ----------------------------- | ----------------------------- |
| 1                             | 23 de abril de 2007           | ISBN 978-4-06-372593-3        |
| 2                             | 23 de julio de 2007           | ISBN 978-4-06-372618-3        |
| 3                             | 23 de octubre de 2007         | ISBN 978-4-06-372637-4        |
| 4                             | 23 de enero de 2008           | ISBN 978-4-06-372660-2        |
| 5                             | 23 de abril de 2008           | ISBN 978-4-06-372682-4        |
| 6                             | 23 de julio de 2008           | ISBN 978-4-06-372716-6        |
| 7                             | 23 de octubre de 2008         | ISBN 978-4-06-372740-1        |
| 8                             | 21 de noviembre de 2008       | ISBN 978-4-06-372753-1        |
| 9                             | 23 de enero de 2009           | ISBN 978-4-06-372769-2        |
| 10                            | 23 de abril de 2009           | ISBN 978-4-06-372789-0        |
| 11                            | 23 de julio de 2009           | ISBN 978-4-06-372818-7        |
| 12                            | 23 de octubre de 2009         | ISBN 978-4-06-372840-8        |
| 13                            | 22 de enero de 2010           | ISBN 978-4-06-372868-2        |
| 14                            | 23 de abril de 2010           | ISBN 978-4-06-372897-2        |
| 15                            | 21 de mayo de 2010            | ISBN 978-4-06-372904-7        |
| 16                            | 23 de julio de 2010           | ISBN 978-4-06-372918-4        |
| 17                            | 22 de octubre de 2010         | ISBN 978-4-06-372950-4        |
| 18                            | 21 de enero de 2011           | ISBN 978-4-06-372972-6        |
| 19                            | 22 de abril de 2011           | ISBN 978-4-06-372992-4        |
| 20                            | 22 de julio de 2011           | ISBN 978-4-06-387023-7        |
| 21                            | 21 de octubre de 2011         | ISBN 978-4-06-387047-3        |
| 22                            | 23 de enero de 2012           | ISBN 978-4-06-387074-9        |
| 23                            | 23 de abril de 2012           | ISBN 978-4-06-387098-5        |
| 24                            | 23 de julio de 2012           | ISBN 978-4-06-387127-2        |
| 25                            | 23 de octubre de 2012         | ISBN 978-4-06-387148-7        |
| 26                            | 23 de enero de 2013           | ISBN 978-4-06-387178-4        |
| 27                            | 23 de abril de 2013           | ISBN 978-4-06-387206-4        |
| 28                            | 23 de julio de 2013           | ISBN 978-4-06-387228-6        |
| 29                            | 23 de octubre de 2013         | ISBN 978-4-06-387262-0        |
| 30                            | 23 de enero de 2014           | ISBN 978-4-06-387284-2        |
| 31                            | 23 de abril de 2014           | ISBN 978-4-06-388323-7        |
| 32                            | 23 de julio de 2014           | ISBN 978-4-06-388350-3        |
| 33                            | 23 de octubre de 2014         | ISBN 978-4-06-388381-         |
| 34                            | 23 de enero de 2015           | ISBN 978-4-06-388416-6        |
| 35                            | 23 de abril de 2015           | ISBN 978-4-06-388436-4        |
| 36                            | 23 de septiembre de 2015      | ISBN 978-4-06-388474-6        |
| 37                            | 20 de noviembre de 2015       | ISBN 978-4-06-388510-1        |
| 38                            | 22 de enero de 2016           | ISBN 978-4-06-388559-0        |
| 39                            | 23 de marzo de 2016           | ISBN 978-4-06-388572-9        |
| 40                            | 23 de mayo de 2016            | ISBN 978-4-06-388595-8        |
| 41                            | 22 de julio de 2016           | ISBN 978-4-06-388617-7        |
| 42                            | 21 de octubre de 2016         | ISBN 978-4-06-388637-5        |
| 43                            | 23 de marzo de 2017           | ISBN 978-4-06-388659-7        |
| 44                            | 21 de julio de 2017           | ISBN 978-4-06-388694-8        |
| 45                            | 23 de octubre de 2017         | ISBN 978-4-06-510278-7        |
| 46                            | 23 de enero de 2018           | ISBN 978-4-06-510735-5        |
| 47                            | 23 de abril de 2018           | ISBN 978-4-06-511227-4        |
| 48                            | 23 de julio de 2018           | ISBN 978-4-06-511858-0        |
| 49                            | 23 de octubre de 2018         | ISBN 978-4-06-513496-2        |
| 50                            | 23 de enero de 2019           | ISBN 978-4-06-514529-6        |
| 51                            | 23 de abril de 2019           | ISBN 978-4-06-515481-6        |
| 52                            | 23 de julio de 2019           | ISBN 978-4-06-516563-8        |
| 53                            | 23 de octubre de 2019         | ISBN 978-4-06-517328-2        |
| 54                            | 23 de marzo de 2020           | ISBN 978-4-06-518917-7        |
| 55                            | 23 de junio de 2020           | ISBN 978-4-06-519910-7        |
| 56                            | 23 de septiembre de 2020      | ISBN 978-4-06-520766-6        |
| 57                            | 23 de diciembre de 2020       | ISBN 978-4-06-521770-2        |
| 58                            | 21 de mayo de 2021            | ISBN 978-4-06-523276-7        |
| 59                            | 22 de septiembre de 2021      | ISBN 978-4-06-524866-9        |
| 60                            | 22 de febrero de 2022         | ISBN 978-4-06-526771-4        |
| 61                            | 22 de julio de 2022           | ISBN 978-4-06-528537-4        |
| 62                            | 22 de noviembre de 2023       | ISBN 978-4-06-529759-9        |
| 63                            | 22 de marzo de 2024           | ISBN 978-4-06-534888-8        |
| 64                            | 23 de julio de 2024           | ISBN 978-4-06-536209-9        |
| 65                            | 21 de noviembre de 2024       | ISBN 978-4-06-537527-3        |
| 66                            | 21 de marzo de 2025           | ISBN 978-4-06-538846-4        |
| 67                            | 23 de julio de 2025           | ISBN 978-4-06-540079-1        |